# 7. redovita opća skupština Biskupske sinode
Sedma redovita opća skupština Biskupske sinode održana je od 1. listopada do 30. listopada 1987. godine. Tema sinode bila je: Poziv i poslanje laika u Crkvi i svijetu.
U radu sinode biskupa sudjelovalo je 232 sinodalna oca. Kao predstavnik hrvatskoga episkopata sudjelovao je banjolučki biskup Franjo Komarica.
Kako se raspravljalo o laicima, određen broj laika bio je pozvan da sudjeluje u radu sinode kao promatrači dok su neki imali prigodu nastupiti za govornicom generalne skupštine, a drugi su govorili u manjim krugovima. Pretposljednjega dana zasjedanja, 29. listopada, sinodalni oci su objavili poruku o pozivu i poslanju laika Iam instante.
Također, 54 prijedloga generalne skupštine su dostavljeni papi Ivanu Pavlu II. koji ih je iskoristio za pripravu apostolske pobudnice Christifideles laici (1988.).

### Članci
- Vukšić, Tomo. 2006. Teme i način rada generalnih biskupskih sinoda (1967.-2001.). Vrhbosnensia. Univerzitet u Sarajevu – Katolički bogoslovni fakultet. Sarajevo. 10 (1): 49–78